# Майкл Джон Блумфілд
Майкл Джон Блумфілд (англ. Michael John "Bloomer" Bloomfield; нар. 16 березня 1959, Флінт) — американський астронавт НАСА, полковник ВПС (на 2003 рік). Учасник трьох польотів на «Спейс Шаттл» — STS-86, STS-97, STS-110.

## Дитинство
Народився 16 березня 1959 року в місті Флінт (англ. Flint), штат Мічиган, але своїм рідним містом вважає Лейк Фентон (англ. Lake Fenton) того ж штату.

## Освіта і наукові звання
Після закінчення в 1977 році середньої школи в місті Лейк-Фентон Майкл Блумфілд отримав ступені бакалавра (1981) з теоретичної механіки в Академії ВПС США і магістра наук (1993) з управління проектуванням в Університеті Олд- Домініон.

## Військова служба
У 1981 році вступив на службу у ВПС США. Пройшов льотну підготовку (англ. Undergraduate Pilot Training) на авіабазі Венс (англ. Vance AFB) в штаті Оклахома і в 1983 році став пілотом літака F-15. З 1983 по 1986 рік служив льотчиком і льотчиком-інструктором F-15 на авіабазі Холломан (англ. Holloman AFB) в штаті Нью-Мексико. З 1987 по 1988 рік служив льотчиком- інструктором на базі ВПС Бітбург (Bitburg Air Base) у Німеччині. З 1989 по 1992 рік служив в 48-й авіаескадрильї перехоплювачів на авіабазі Ленглі (англ. Langely AFB), штат Вірджинія. У 1992 році пройшов підготовку в школі льотчиків-випробувачів ВПС (англ. USAF Test Pilot School, клас 92A), яку закінчив з відзнакою. Після навчання служив на авіабазі Едвардс (англ. Edwards AFB) в Каліфорнії командиром 416-ї випробувальної ескадрильї (англ. 416th Flight Test Squadron) і брав участь у випробуваннях модифікацій літака F-16. У березні 2004 року, залишаючись астронавтом НАСА був призначений директором кафедри фізкультури (англ. director of athletics) Академії ВПС США (англ. US Air Force Academy).

## Космічна підготовка
Фотографія елемента «S0» (вгорі) з борту шаттла «Атлантіс» в ході місії STS-110, 17 квітня 2002 року.
Відібрано НАСА в грудні 1994 року, про що Блумфілд повідомили в березні 1995 року, після чого протягом року пройшов курс навчання і тренувань в Космічному центрі Джонсона по загальнокосмічної підготовці (ОКП). Після навчання отримав кваліфікацію " пілот шатла " і призначення в «Відділення планування операцій» (англ. Operations Planning Branch) відділу астронавтів НАСА.

## Польоти в космос
Приземлення «Атлантіса». Місія STS-110. STS-86 (шаттл Атлантіс) — як пілот із 26 вересня по 6 жовтня 1997 року. Тривалість польоту шаттла — 10 діб 19 годин 20 хвилин 50 секунд. Основне завдання — стикування зі станцією «Мир» і заміна американського члена екіпажу.
STS-97 (шаттл Індевор) — як пілот з 1 по 11 грудня 2000 року. Тривалість польоту — 10 діб 19 годин 57 хвилин 24 секунди. Мета польоту — доставка на МКС ферми з сонячними батареями P6 і різних вантажів.
STS-110 (шаттл Атлантіс) — як командир корабля з 8 по 19 квітня 2002 року. Тривалість польоту — 10 діб 19 годин 42 хвилини 39 секунд. Завдання місії — доставка на МКС ферми S0 і різних вантажів.
У цілому провів в космосі понад 259 годин.
військові звання
1994 рік — майор ВВС.
2000 рік — підполковник ВВС.
2003 рік — полковник ВВС.

## Професійна діяльність
Після відходу з НАСА в жовтні 2007 року працював віце-президентом Відділення компанії «ATK Launch Systems» за компонентами для програми Сузір'я (англ. Constellation), в її новому офісі в Х'юстоні (Houston), штат Техас. З грудня 2010 року працював віце -президентом, Головним керуючим Відділення космічних систем (Space System Division) в Корпорації Oceaneering International, Inc.

## Сім'я
Батько — Роджер Блумфілд (Rodger Bloomfield).
Мати — Максін Блумфілд (Maxine Bloomfield).
Дружина — Лоррі Міллер. У них двоє дітей.
Захоплення — читання, садівництво, біг, софтбол і лижі, будь-які спортивні заходи. Під час навчання в Академії ВПС США був капітаном футбольної команди «Falcon» (Сокіл).

## Джерело
- Офіційна біографія НАСА [Архівовано 23 листопада 2013 у Wayback Machine.](англ.)